# قره أرسلان

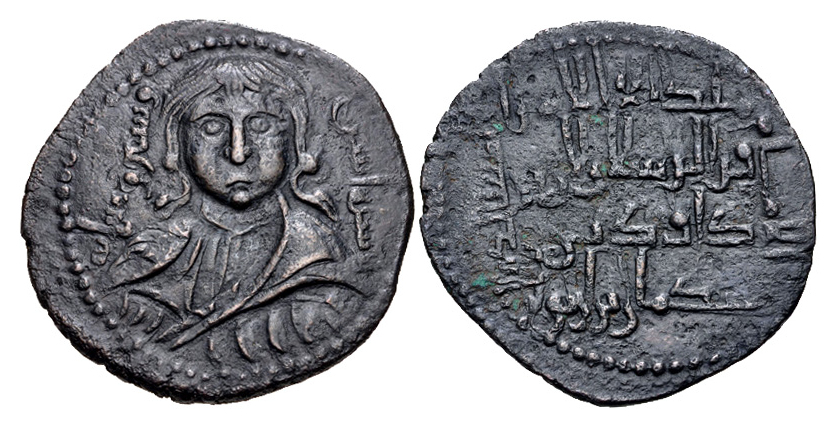
عملة قره أرسلان، مؤرخة عام 562 هـ (1166-7 م)

فخر الدين قره أرسلان (حكم 1144–1174 م) كان أحد أفراد الأسرة الأرتقية وابن ركن الدولة داوود باي حصن كيف. حكم قرة أرسلان حصن كيفا بعد وفاة داود في 19 محرم 539 هـ (22 تموز 1144 م). وهو والد نور الدين محمد.

## العملات

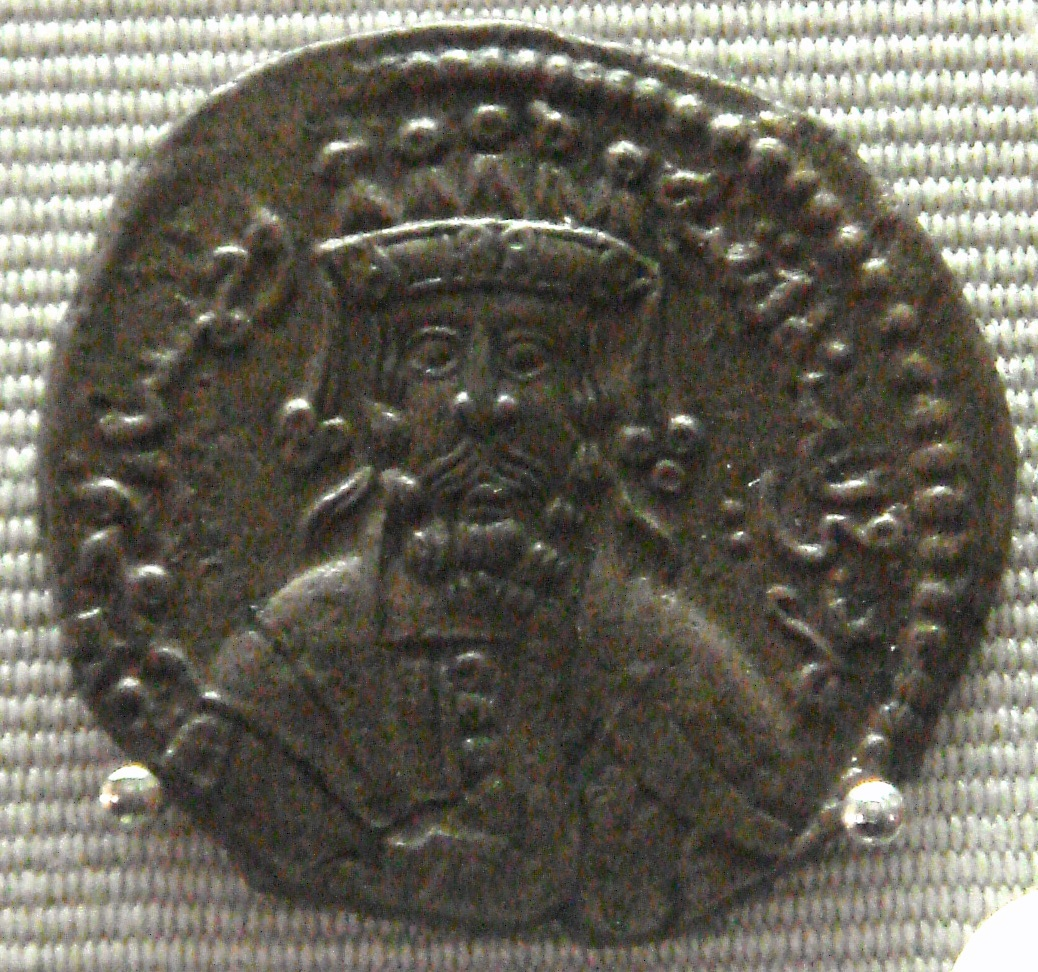
فلس قره أرسلان، 1144–1166. خزانة ميداليس[الإنجليزية]
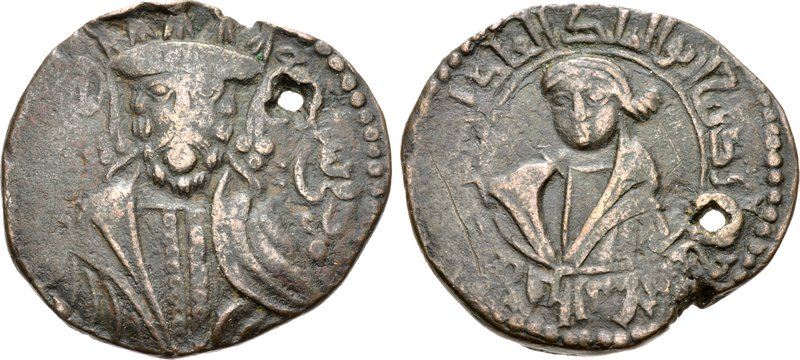
عملة فخر الدين قره أرسلان، حصن كيفا . بتاريخ 559هـ (1163-1164م).
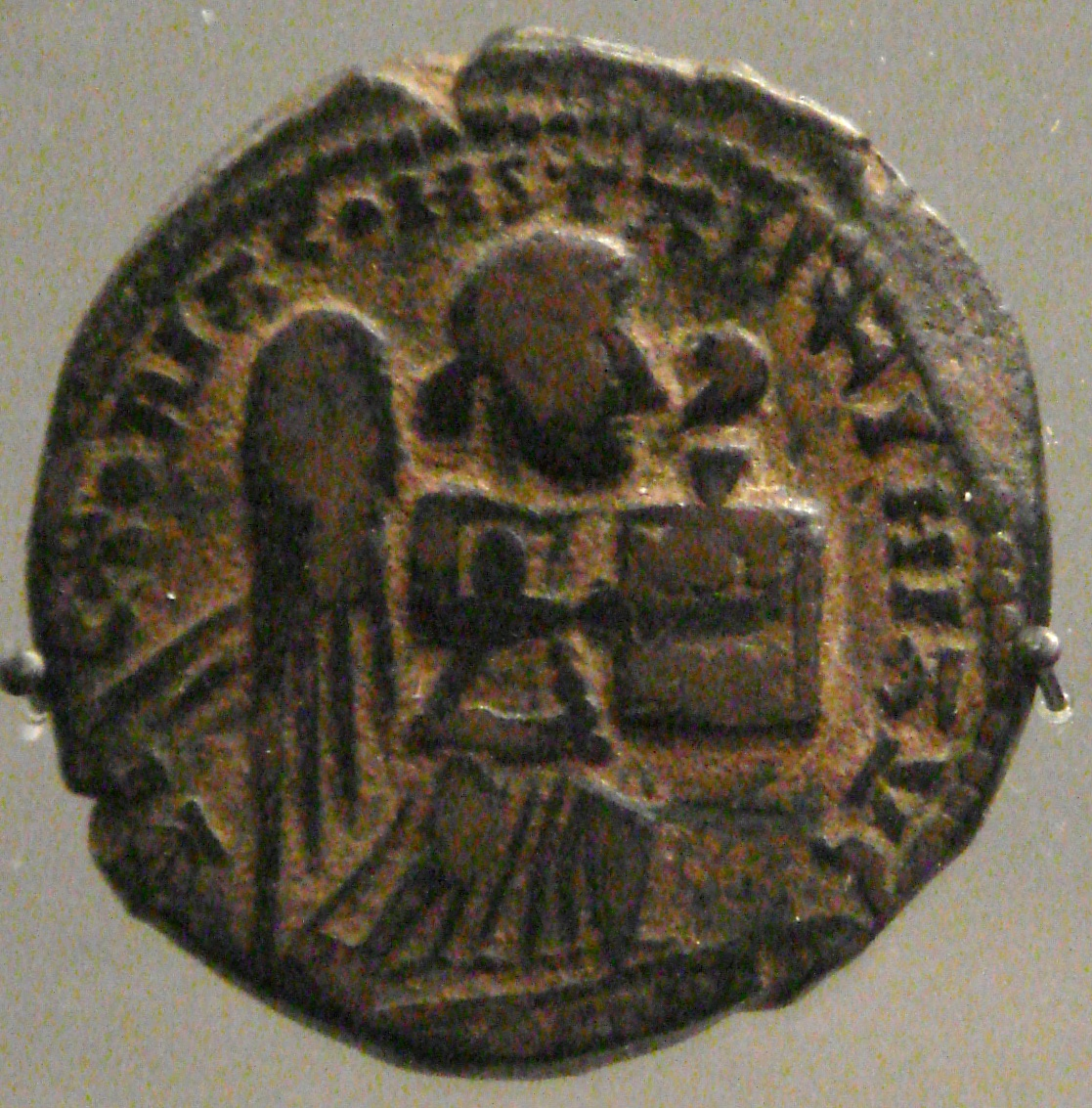
عملة قرة أرسلان، بدون تاريخ، دار سك العملة في آمد، عليها نسر روماني مجنح يحمل كتابًا. المتحف البريطاني.
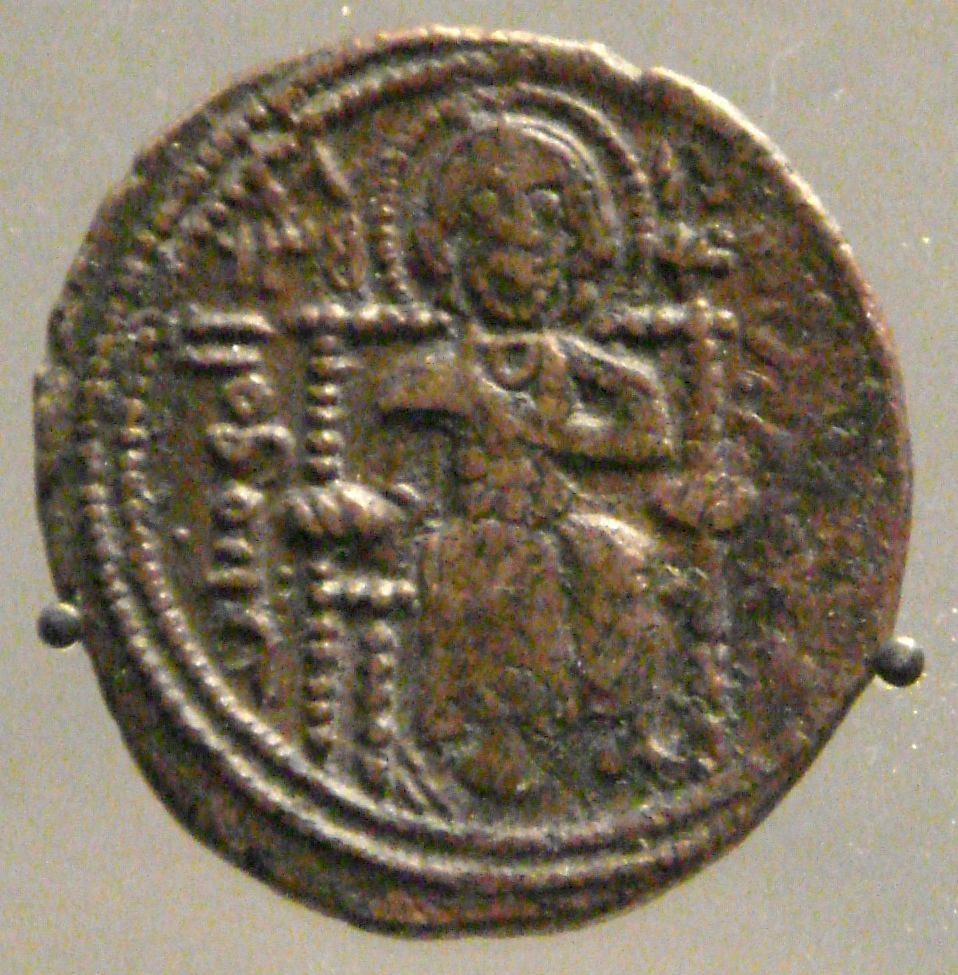
عملة قرة أرسلان، بدون تاريخ، دار سك العملة في آمد، تصور المسيح على العرش. المتحف البريطاني.

| ألقاب ملكية           | ألقاب ملكية                    | ألقاب ملكية         |
| --------------------- | ------------------------------ | ------------------- |
| سبقه ركن الدولة داوود | حاكم الدولة الأرتقية 1144–1174 | تبعه نور الدين محمد |

## طالع أيضًا
- الأرتقيون